# Santéisme
Le santéisme est un concept qui traduit l’élévation de la santé comme valeur suprême des sociétés contemporaines, il s’agit d’une nouvelle forme de puritanisme au sens figuré du terme.
Le concept a d’abord été imaginé par l’écrivain américain Irving Zola (en), spécialisé en sociologie médicale et droits des personnes handicapées. Le terme « healthism » apparaît pour la première fois dans un article de Zola intitulé Healthism and disabling medicalization. Il a ensuite été repris par l’économiste politique Robert Crawford à qui on attribue généralement sa conceptualisation puisque c’est la définition dans son article Healthism and the medicalization of everyday life qui est la plus répandue. En anglais certains auteurs utilisent le terme « healthicization »,. En français, le termes de « santéisme » et de « santéisation » sont parfois utilisés, ou alors le terme original « healthism » conservé.

## Définition
Le santéisme consiste en une fusion des valeurs chrétiennes et des valeurs de la modernité, la santé devenant alors glorifiée comme Dieu l’était auparavant et la notion de risque remplaçant celle de péché. L’individu qui échoue à se protéger du risque, par exemple en n’adoptant pas une alimentation saine ou en consommant du tabac, se retrouve en position de faute morale, il se retrouve dans le péché.
Pour ce paradigme de pensée, la santé n’est pas seulement indispensable à la vie, mais en est l’objectif ultime. La santé est donc vue comme définissant les fondements de la vie, le seul moyen possible pour améliorer la condition humaine. Des auteurs comme Michel Foucault et Hélène Poliquin vont attribuer l’émergence du santéisme en partie à la sécularisation des pays occidentaux qui a laissé un trou béant aujourd’hui occupé par des préoccupations de bien-être personnel comme la santé,.
Le santéisme se définit comme « la préoccupation de la santé personnelle en tant que principal — souvent LE principal — objectif pour la définition et la réalisation du bien-être ; un objectif qui doit être atteint principalement par la modification des modes de vie, avec ou sans aide thérapeutique ». Le santéisme traitera donc les comportements, les attitudes et les émotions individuels comme étant des symptômes, et la santé comme une responsabilité individuelle avant tout. Il ne s’agit pas d’un mode d’intervention des États, mais plutôt d’un modèle de pensée de plus en plus répandu qui permet aux valeurs du néolibéralisme de s’épanouir.

## Origine et contexte
Aux États-Unis, le XIXe siècle est un siècle de réforme de la santé, de mouvements hygiéniques, d’entrainement, de sport et de culture physique. À la fin du XIXe siècle et au début du XXe siècle, une classe moyenne se professionnalise et se tourne rapidement vers des préoccupations de santé et de forme physique. L’atteinte du bien-être devient une question d’ordre privé, un objectif à atteindre par l'effort individuel, les conseils de professionnels et les produits de consommation plutôt que par une participation à la vie sociale.
Plusieurs mouvements pour la santé vont participer à modeler ce nouveau courant de pensée à l’endroit de la santé, par exemple le mouvement pour la santé des femmes, le mouvement des aliments biologiques ou naturels, la thérapie holistique et les régimes amaigrissants. Les entrepreneurs notent ce nouvel engouement entourant la santé et font la promotion d’un éventail de produits et de services de santé et de remise en forme.
À partir du milieu des années 1970, la santé devient un élément sur lequel les individus doivent s’informer, puis changer leurs comportements en fonction de ces connaissances. Une nouvelle conscience de la santé se forme, les problèmes de santé et leurs solutions sont définis comme des questions relevant du contrôle personnel. La volonté de vivre plus sainement et de se mettre en forme n’est plus simplement une idéologie promue de l’extérieur, les individus eux-mêmes intériorisent ces nouvelles exigences.
Le principe de responsabilité individuelle, central au concept de santéisme, joue un rôle important comme boussole morale pour « les personnes qui en sont venues à croire que travailler sur soi en travaillant sur son corps était une façon de reprendre leur vie en main ».

### Les travaux d'Irving Zola
Ce sont les travaux d'Irving Zola au début des années 1970 qui jettent les bases de ce qui deviendra le santéisme. Zola, principalement dans un article intitulé « Medicine as an Institution of Social Control », présente le domaine de la médecine comme étant une institution de contrôle social. Il y décrit la médecine comme étant profondément enchevêtrée dans la société.
La médecine va, selon Zola, permettre de différencier le criminel (responsable et donc punissable), du malade qui lui ne l’est pas. Cette distinction sera cependant plutôt normative qu’objectivable, c’est-à-dire qu’il existera toujours un jugement moral sur le malade. Son caractère immoral sera toutefois déplacé, du fait qu’il a une maladie, sur la question de ce qu’il fait pour ne plus être malade.
Zola va aussi mentionner que, déjà à l’époque, la plupart des enquêtes auprès des citoyens observent la présence du discours sur la responsabilité individuelle. Lorsque des individus sont questionnés à savoir ce qui a causé leur diabète, leur maladie cardiaque, etc. la question de la responsabilité individuelle et morale va apparaître de façon frappante. Ces enjeux vont s’exprimer en termes tout à fait moraux de ce qu’ils ont fait de mal.
Zola porte aussi un regard critique sur le fait que le diagnostic et le traitement sont restreints à un certain groupe, celui de la médecine. Il affirme que « vivre est nuisible à la santé » et que chaque aspect de notre vie quotidienne comporte des éléments de risque pour la santé. Ce monopole de la santé par la médecine, même s’il est involontaire, permet donc un grand contrôle et une grande influence sur ce que les individus doivent et ne doivent pas faire, particulièrement lorsque la santé devient une valeur prédominante de la société. 

### Les travaux de Robert Crawford
C’est dans son article Healthism and the medicalization of everyday life en 1980 que Robert Crawford utilise pour la première fois le concept de santéisme. Le terme est utilisé pour décrire la nouvelle tendance à placer la santé comme super valeur dans la société et l’accent qui est mis sur la responsabilité individuelle. Crawford soutient que les « healthists » reconnaissent que les problèmes de santé peuvent être causés par des phénomènes extérieurs aux individus, mais qu’il est de leur devoir de trouver des solutions pour y remédier. Il est de leur responsabilité individuelle de résister « à la culture, à la publicité, aux contraintes institutionnelles et environnementales, aux agents pathogènes ou, tout simplement, à la paresse ou aux mauvaises habitudes personnelles ». 
Pour le santéisme, un comportement jugé comme sain devient donc le paradigme du « bien-vivre ». Les hommes et les femmes en bonne santé sont érigés en citoyens modèles, alors que les corps malades, ou pire les corps gros deviennent des exemples de paresse, de manque de contrôle, voire d’immoralité. La mise en forme n'est plus un moyen vers l’atteinte d’autres valeurs fondamentales, mais une fin en soi.
Dans son article de 2006 Health as a meaningfull social practice, Crawford parle de la santé comme d'une pratique sociale et rejoint l’idée avancée auparavant par Zola. Cependant, plutôt que d'insister sur la médecine comme institution de contrôle social, il défend l’idée que c'est la santé en soi qui est devenue une pratique de contrôle social. 

### Distinction avec la médicalisation
Il est difficile de bien comprendre le concept de santéisme sans l’introduire en parallèle au paradigme de la médicalisation. Il s’agit d’une perspective dynamique et critique de la médecine qui remet en question l’approche structuro-fonctionnaliste formulée par Talcott Parsons. Selon l’approche de Parsons, la médecine est vue comme une institution chargée de gérer la maladie, qui est considérée d’un point de vue social, comme une déviance légitime et temporaire. La médicalisation va écarter ce cadre et mettre en lumière l’expansion de la juridiction, de l’autorité et des pratiques médicales dans un grand nombre d’aspects de la vie sociale. La médicalisation va proposer des définitions et des traitements médicaux pour des problèmes sociaux et des comportements déviants qui n’étaient pas considérés comme des problèmes médicaux auparavant. 
La différence majeure entre la médicalisation et le santéisme se trouve dans le fait que la médicalisation propose des causes et des solutions biomédicales, alors que le santéisme propose des explications et des interventions liées au mode de vie et au comportement. L’un transforme le moral en médical, l’autre transforme la santé en question morale,.

### Société du risque
Cette nouvelle conscience de la santé devient alors une conscience du danger. Les individus se retrouvent à vivre dans une société du risque, c’est-à-dire une société de plus en plus inquiète et soucieuse de l’avenir et de la sécurité. Il s’agit donc d’un monde où il ne suffit plus de guérir la maladie ou de remédier à des problèmes de santé une fois qu’ils sont arrivés, mais plutôt un monde dans lequel les personnes doivent constamment être conscientes des menaces à leur santé et où elles doivent constamment prévenir ces risques. Il y a un « impératif de la santé », il faut identifier les dangers et les contrôler. Être soucieux de sa santé aujourd'hui, c'est comprendre que sa santé est continuellement menacée.
Les solutions proposées par la santé publique contre les facteurs de risques vont donc s’adresser aux individus. Généralement il sera question d’appels au changement des comportements et des styles de vie, mais aussi d’actions législatives ciblant les comportements malsains comme des taxes sur la nourriture transformée ou le tabac. Les techniques de prévention de l’embonpoint sont un excellent exemple de la prévention des comportements malsains à une échelle individuelle en l’absence de réformes à grande échelle.

## Impacts et critiques

### Politique
Irving Zola affirme que les étiquettes « santé » et « maladie » sont de remarquables « dépolitiseurs ». En identifiant la source des problèmes, ainsi que leur traitement chez l’individu, les autres niveaux d’intervention sont concrètement exclus. Robert Crawford dit aussi qu’en façonnant les croyances populaires qui vont centrer les problèmes de santé sur l’individu, la société va continuer d’avoir une conception et une stratégie apolitique de la promotion de la santé. En favorisant une dépolitisation de la santé, le santéisme va engendrer des stratégies inefficaces et un affaiblissement de l’effort social pour améliorer la santé et le bien-être.
Un rapport publié en 1974 par le ministre de la Santé du Canada Marc Lalonde a d’ailleurs eu un effet transformateur sur la façon dont le monde considère la santé. L'Agence de la santé publique du Canada décrit d’ailleurs le rapport comme « une pierre angulaire de la réputation internationale du Canada et une fière réalisation historique dans le domaine de la santé». Ce rapport, qui voulait que la santé s’obtienne essentiellement par la modification des habitudes de vie, marque une étape importante vers l’accélération de la responsabilisation personnelle face à sa propre santé. Le rapport va servir de munition qui aura une double fonction pour les États. D’abord, une munition ayant pour but d’amener les citoyens à modifier eux-mêmes leurs comportements pour se protéger de la maladie. En même temps, permettre à l’État de se désinvestir d’actions sur les déterminants sociaux de la santé et des causes structurelles productrices de mal-être et de maladies. La maladie devient donc effectivement le résultat de choix personnels, puisque les individus sont indépendants et capables de résister à leur environnement et de faire les bons choix pour leur santé.
L’individu doit donc, en accordance aux valeurs du néolibéralisme, se conformer à l’ordre normatif dont certains principes centraux sont la responsabilité individuelle et l’autonomie. Cet ordre normatif devient donc un levier en faveur du démantèlement d’un système de santé universel.

### Mode de vie et pratiques sociales
Les significations que l’on accordent aux choses ont des conséquences. Elles ne sont pas seulement un résultat de la réalité sociale, les significations sont également concrètes dans la mesure où elles façonnent et transforment l’expérience, les comportements et les institutions. Elles ne sont donc pas purement des conséquences de la réalité sociale, mais aussi productrices de cette réalité. Dans les sociétés occidentales, la signification de la santé évoque le caractère même de la vie, du bien-être, de la réalisation de soi, de l’estime de soi, de la joie, du plaisir et du bonheur. Ainsi, la santéisation de la société va modifier nos modes de vie et nos pratiques sociales. Cette santéisation va contribuer à une forme d’appauvrissement de la vie en réduisant celle-ci et les activités de la vie à ce qu’elles peuvent potentiellement apporter à la santé. Les individus vont soigner leur corps, manger sainement et faire de l’exercice parce que c’est « bon pour la santé » et non pour le plaisir. 
Des auteurs comme Julianne Cheek vont donc voir les médecins généralistes comme ce que Foucault appelait des « techniciens de la discipline ». Ils vont produire des corps dociles et transformer cette conceptualisation de la santé en forme de gouvernance, s’inscrivant dans ce qui peut être qualifié comme une société de contrôle.

### Implications morales et stigmatisation
Dans le langage courant, le santéisme est un terme largement utilisé pour désigner le rôle que joue la promotion de la santé en tant qu’impératif moral. Ce qui était auparavant un droit à la santé et aux soins a aujourd’hui été remplacé par un devoir. Il ne s’agit plus de lutter contre la maladie, mais d’une obligation morale de se maintenir en santé. Dans une culture qui valorise la santé par-dessus tout, les personnes en arrivent à définir qui ils sont par la réussite ou l’échec à épouser des pratiques saines. Leur caractère et leur personnalité deviennent déterminés par leurs comportements sains ou malsains. En ce sens, la santéisation va participer à stigmatiser et à exclure socialement ceux qui n’arrivent pas à adapter leurs comportements et à changer leurs habitudes en leur attribuant un caractère immoral, indiscipliné et paresseux. Le fait de ne pas être en santé va être associé à l’échec et au sentiment d’être un citoyen irresponsable,. 
Le santéisme va donc se manifester par la distinction sociale des personnes en fonction de leur capital santé. La santé apparaît comme un objectif définitivement positif et indiscutable et va donc justifier l’idée que, par exemple, « la graisse ne peut pas, en toute bonne conscience, être embrassée comme faisant partie de la diversité humaine ». Des auteurs en Fat studies comme Nina Mackert et Friedrich Schorb vont reprendre le santéisme pour critiquer la stigmatisation des personnes grosses dans la société. Ils vont souligner qu’aujourd’hui la motivation de la plupart des gens à perdre du poids n’est souvent pas fondée sur l’impression que leur poids est un danger pour leur santé. Ce désir de perdre du poids serait plutôt motivé par des expériences de discrimination et de rejet. La grossophobie actuelle serait d’ailleurs, selon eux, « basée sur cette compréhension de la santé en tant que capacité individuelle ». La santé publique et la médecine s’appuieraient aussi sur cette stigmatisation de la grosseur pour atteindre leurs objectifs respectifs de promotion de la santé ou de prévention du risque.